# Londoner Garantievertrag 1959
Der Londoner Garantievertrag von 1959 ist ein völkerrechtlicher Vertrag zur Anerkennung und Aufrechterhaltung der Unabhängigkeit, der territorialen Unversehrtheit und der Sicherheit der Republik Zypern. Er wurde geschlossen zwischen der Republik Zypern auf der einen Seite und Griechenland, der Türkei und dem Vereinigten Königreich auf der anderen Seite. Der Vertrag wurde zusammen mit einer Reihe anderer Verträge, Abkommen und Deklarationen (Zürcher und Londoner Abkommen) am 19. Februar 1959 im Lancaster House in London unterzeichnet.
Die Parteien erkennen mit dem Londoner Garantievertrag die im Grundgesetz der Republik Zypern verankerte Unabhängigkeit, territoriale Integrität und Sicherheit der Republik Zypern an.
Zypern sagt zu, dass es sich weder als ganze Insel noch teilweise an einen anderen Staat angliedern wird. Alle Aktivitäten auf Zypern, die eine Angliederung an ein anderes Land oder die Teilung der Insel anstreben, hat Zypern zu unterbinden (Art. I).
Analog haben Griechenland, die Türkei und Großbritannien jegliche in ihren Ländern stattfindenden Angliederungs- oder Teilungsanstrebungen hinsichtlich Zypern zu unterbinden (Art. II).
Dieser Vertrag bestimmt Griechenland, die Türkei und Großbritannien als Garantiemächte Zyperns. Bei Verletzung der Bestimmungen dieses Vertrags durch Zypern kommen diese drei Länder vorerst zusammen und beraten hinsichtlich eines gemeinsamen Vorgehens, um die durch Zypern verletzten Vertragsbestimmungen wiederherzustellen. Falls beim Zusammenkommen dieser drei Länder keine Einigung erzielt wird, hat jede dieser drei Garantiemächte das Recht, im Alleingang Maßnahmen zu ergreifen mit dem alleinigen Ziel, die Bestimmungen dieses Vertrags auf der Insel wiederherzustellen (Art. IV).
Unterzeichnet wurde der Vertrag durch die jeweiligen Ministerpräsidenten Konstantinos Karamanlis (Griechenland), Adnan Menderes (Türkei) und Harold Macmillan (Großbritannien). Im Namen der Zyperngriechen unterzeichnete Erzbischof Makarios III. und im Namen der Zyperntürken unterzeichnete Fazıl Küçük.
Nach der Unterzeichnung des Zürcher und Londoner Abkommens fing die Vorbereitungsphase an, die im August 1960 endete. Bei den Wahlen am 13. Dezember 1959 wurden Erzbischof Makarios III. zum Präsidenten und Fazıl Küçük zum Vizepräsidenten gewählt.